# ラートブーラナ区
ラートブーラナ区（ラートブーラナく、タイ語: เขตราษฎร์บูรณะ）は、タイ王国バンコク都の行政区の一つ。
この行政区は、時計回りに、サムットプラーカーン県のプラプラデーン郡、トゥンクル区、チョームトーン区、トンブリー、バーンコーレーム区、ヤーンナーワー区の6つの行政区に接している。チャオプラヤ川に面している。

## 歴史
トンブリー王朝時代に住民が移り住んだ。その後トンブリー県のラートブーラナ郡として設立した。その後一度サムットプラーカーン県に編入され、トンブリー県に再編入された。トンブリー県とバンコク都が合併した時、区となった。1998年に区の一部が新設されたトゥンクル区に編入された。